# Altona-Altstadt
Altona-Altstadt (Casco Antiguo de Altona) es una antigua ciudad que perteneció a Dinamarca y que actualmente es un barrio (Stadtteil) del sector oeste de la ciudad-estado de Hamburgo, en Alemania. Es también el centro administrativo del distrito del mismo nombre, Altona que comprende 7 barrios o antiguos municipios independientes (Bezirk). A finales del 2011 tenía 27.129 habitantes en una superficie de 2.8 km².

## Etimología

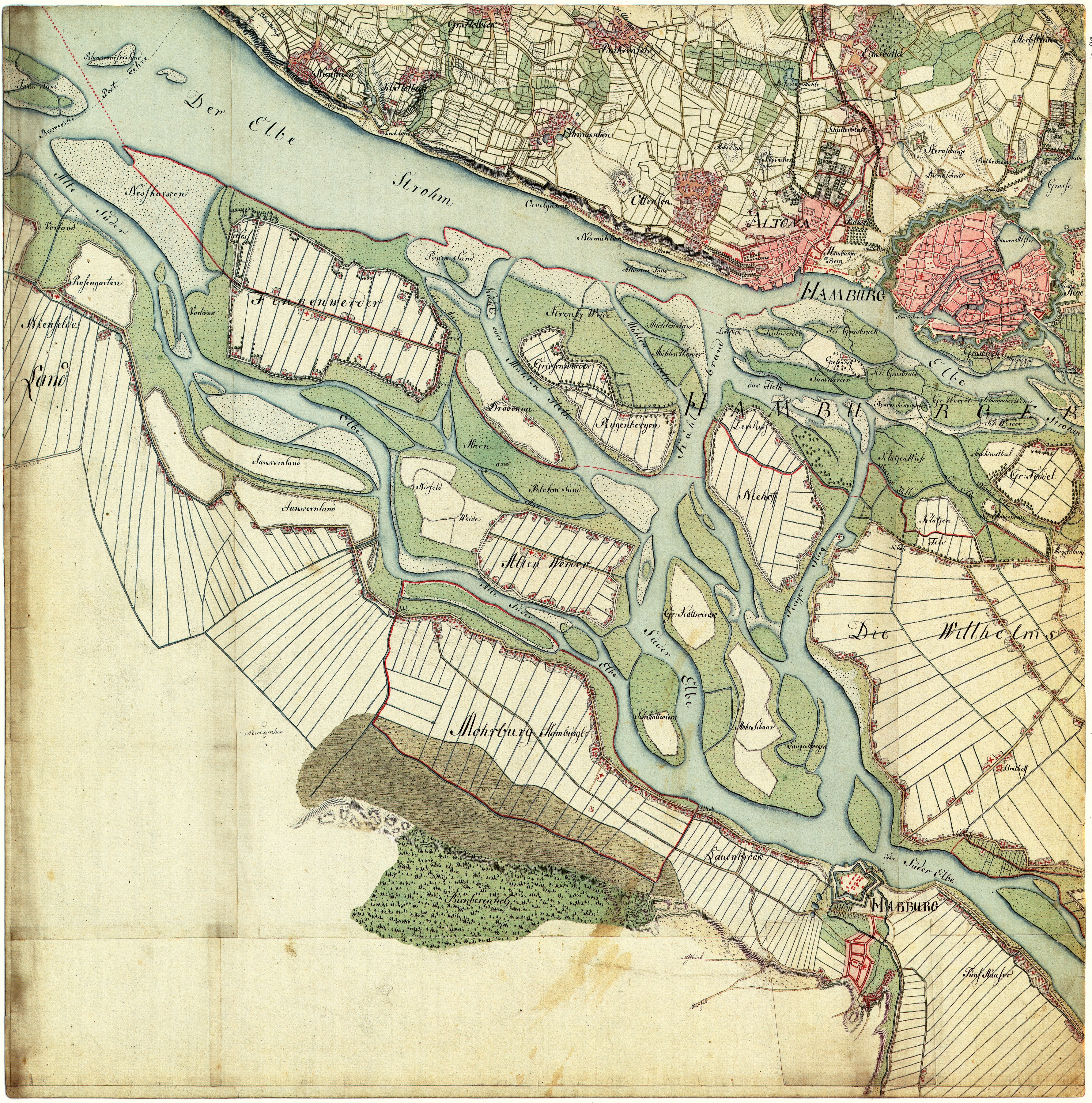
Altona en 1789, con el curso del río Altenau (Pepermöhlenbek) en la frontera con Hamburgo (Mapa de Varendorf)

Según la etimología popular, el nombre de Altona vendría del bajo alemán (la lengua popular antes de la implantación del alemán en el siglo XIX) «All to nah», que significa «bien demasiado cerca», un calificativo dado por los vecinos comerciantes de Hamburgo, que temían su competencia. Una etimología más probable sería el nombre de un afluente del Elba hoy desaparecido, denominado Altenawe o Altenau (también llamado Pepermöhlenbek), claramente visible en mapas antiguos.

## Historia

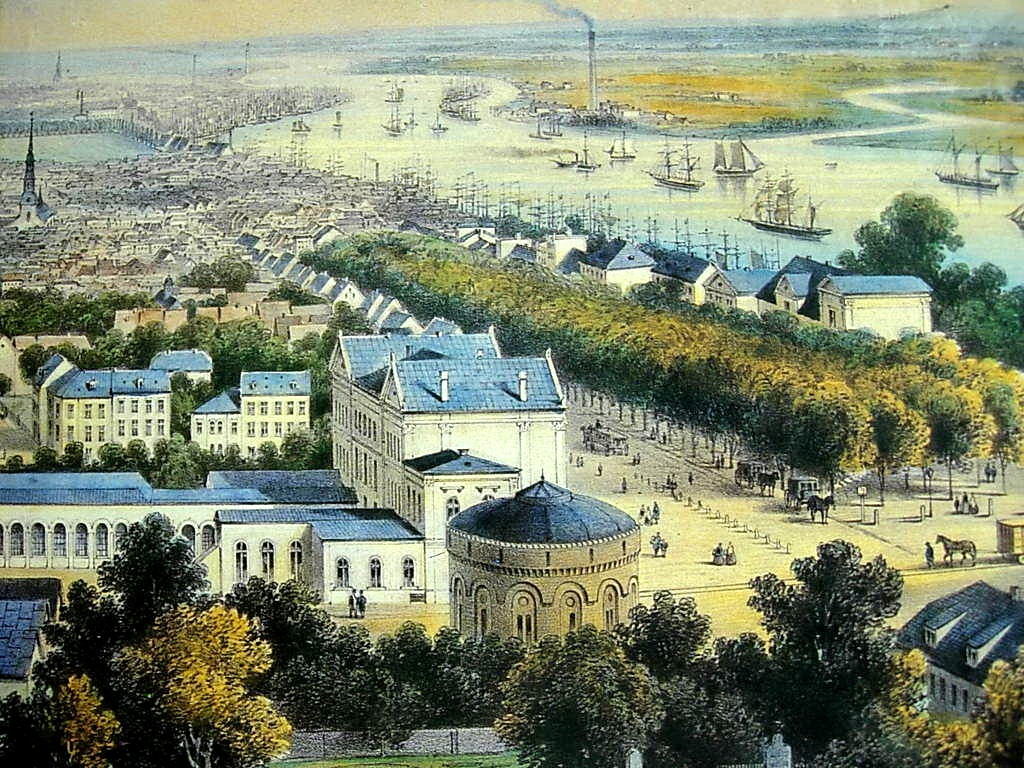
Altona en 1850

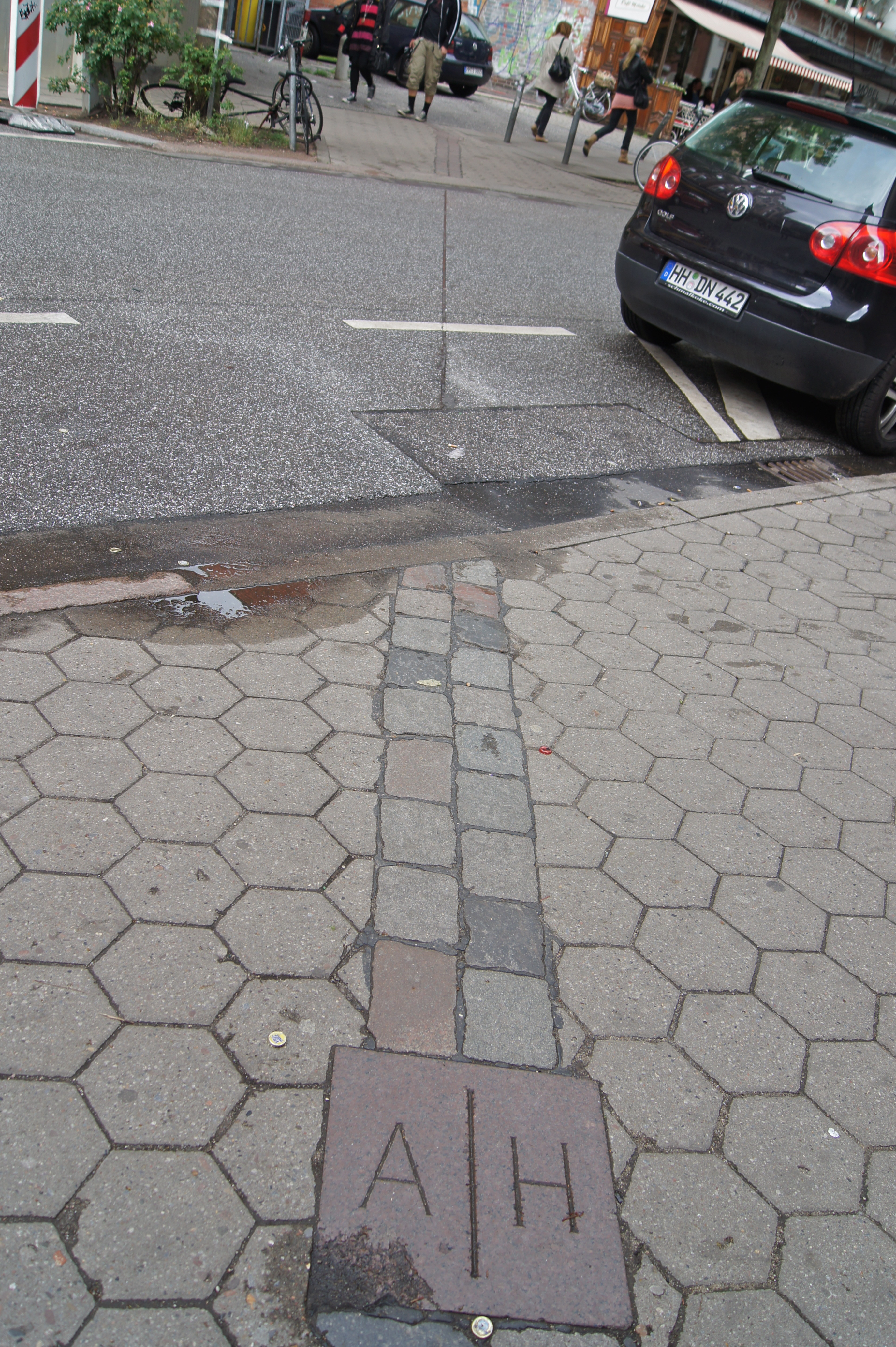
Antiguo Hito A/H en la frontera entre Altona y Hamburgo, en la calle Paul-Rosen-Straße de Sankt Pauli

Antaño la ciudad y el ducado de Slesvig pertenecían al reino de Dinamarca. El rey Cristián IV de Dinamarca quiso crear un puerto para contrarrestar la potencia económica de Hamburgo, y lo situó en Altona en 1535, desarrollando un puerto comercial junto al pequeño vecindario (habitado desde tiempos remotos) que contaba con un puerto pesquero de poca importancia. El 1664, el rey Federico III le otorgó el título de ciudad.
Fue anexionada por Prusia después de la Guerra de los Ducados librada por Dinamarca contra Prusia en 1864 y Alemania en 1871, comandadas por el canciller Otto von Bismarck. En 1906, el burgomaestre de Altona, junto con su colega de la ciudad de Wandsbek, solicitó su fusión con Hamburgo por primera vez. Sin embargo, continuó siendo una ciudad independiente hasta que en 1937, bajo el régimen nazi, tuvo que fusionarse con la ciudad de Hamburgo después de la proclamación de la Ley del Gran Hamburgo. Todavía hoy se encuentran en el pavimento de ciertas calles placas con la marca A|H, que señalan la antigua frontera administrativa.
La ciudad también tiene una importancia muy grande en la historia judía. Existe todavía un antiguo cementerio judío y el ayuntamiento ha instalado delante de la antigua casa de la villa y actual Bezirksamt Rathaus un monumento en recuerdo de la deportación de los judíos de Hamburgo. El director, Heinrich Siemss, pertenecía a la Internacional de la Enseñanza, influyendo en el pedagogo Célestin Freinet a partir de 1922.
El cementerio judío junto a la calle Königstraße ha sido propuesto como Patrimonio de la Humanidad. La obra de teatro de Jean-Paul Sartre, Los Secuestrados de Altona tiene la ciudad como escenario de fondo durante el nazismo y la posguerra, siendo sus protagonistas personajes de la alta burguesía mercantil, que colaboran con el régimen para salvar sus negocios.
El 1919, la Escuela Popular de Altona se hizo famosa por desarrollar experiencias de pedagogía libertaria, predicando la abolición de la relación autoritaria entre el profesor y el alumno.
El barrio posee un ayuntamiento (Rathaus), transformación de la antigua estación de Altona originaria de 1898, un majestuoso edificio blanco que sirve de centro administrativo del Distrito y en ocasiones de cine de verano.
Los monumentos más emblemáticos de Altona son su iglesia barroca de la Trinidad (St. Trinitatis), que levanta su flecha sobre la ciudad; y el antiguo mercado de pescado en el barranco del Elba, famoso por sus puestos y por los conciertos gratuitos interpretados todos los domingos de seis a diez de la mañana. El barrio sufrió durante la Segunda Guerra Mundial la Operación Gomorra (del 25 de julio hasta el 3 de agosto de 1943), durante la que los aliados destruyeron en gran parte Altona, en su condición de punto ferroviario estratégico con una importante estación. 

## Descripción
Altona es un barrio bastante elegante de Hamburgo, con varios parques grandes (el Volkspark o Parque del pueblo de los años 1920, el paseo fluvial al antiguo puerto y la playa del Elba. Posee numerosos callejones con casas antiguas, bonitas tiendas y pequeños restaurantes. Está situado junto al Reeperbahn, el barrio "caliente" de Sankt Pauli.

## Lugares de interés
- Casa de la Villa Altonaer Rathaus (antigua estación del ferrocarril Altona-Kiel)
- Altonaer Museum
- Mercado de pescado (Altonaer Fischmarkt): antiguo mercado de bolsa con conciertos gratuitos el domingo por la mañana
- El Cementerio Judío (propuesto como Patrimonio de la Humanidad)
- Teatro Altonaer
- El paseo fluvial a la orilla del Elba
- El festival cultural «Altonale» cada año en los meses de mayo-junio, con exposiciones, teatro, teatro en la calle y juglares.[4]

## Galería

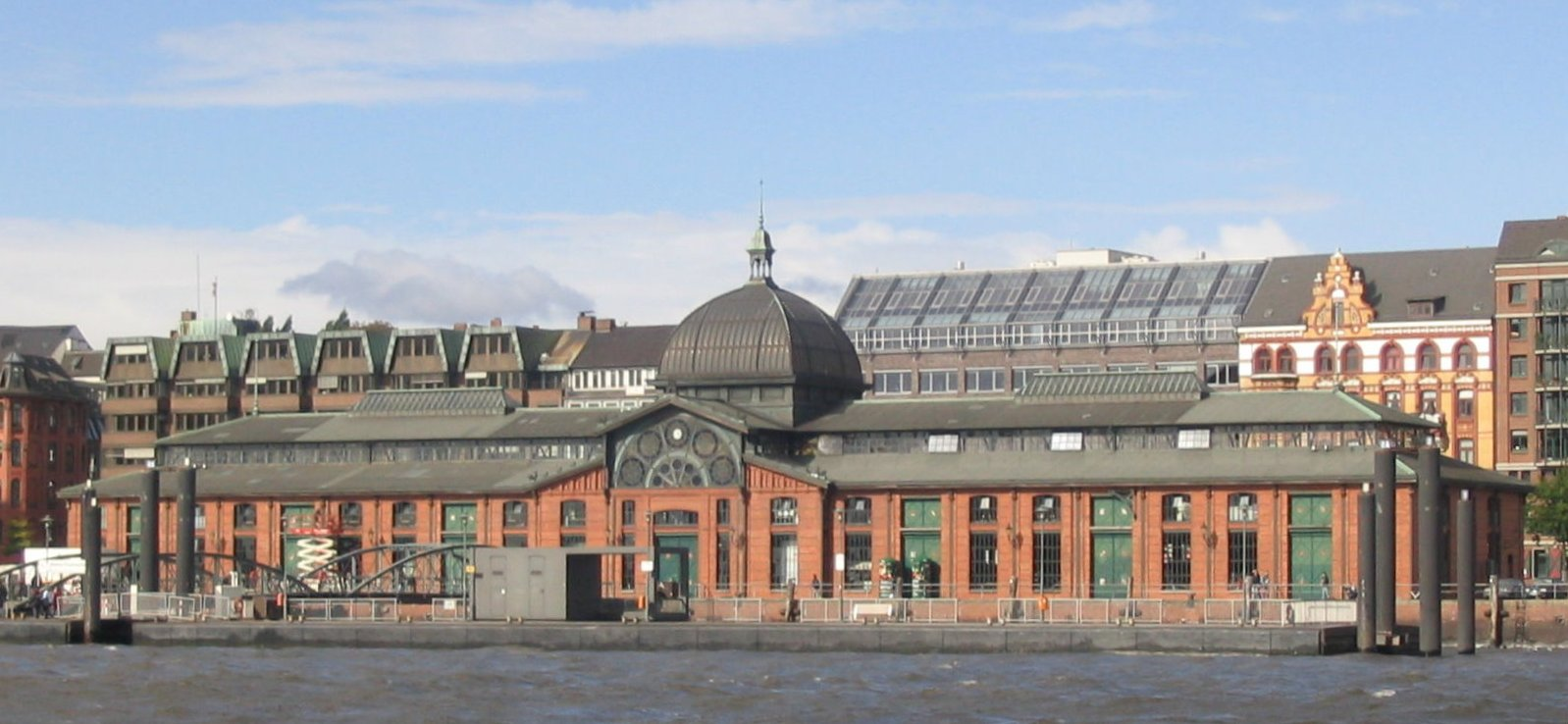
Mercado del Pescado visto desde el Elba
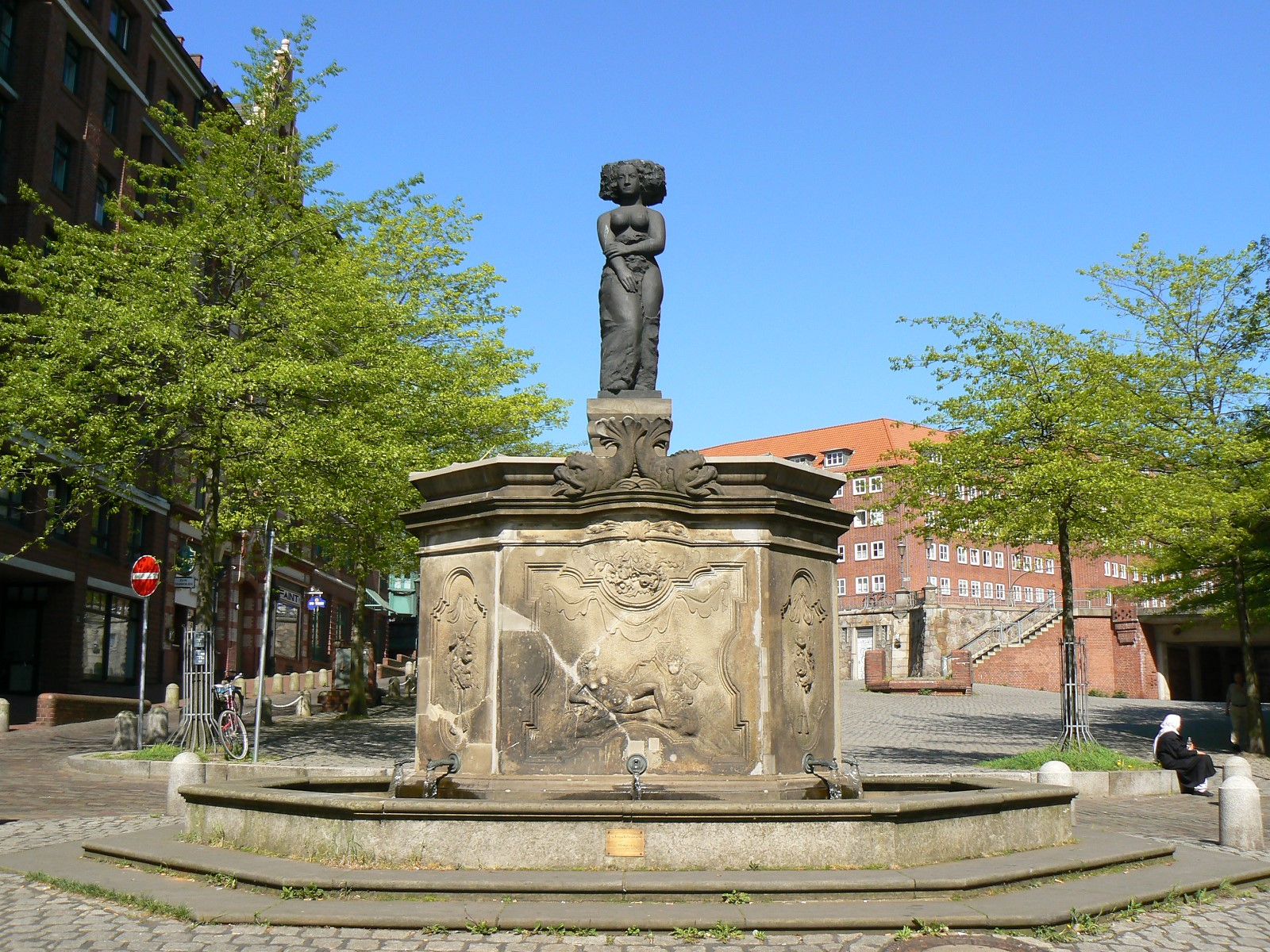
Fuente de Minerva en el Mercado del Pescado
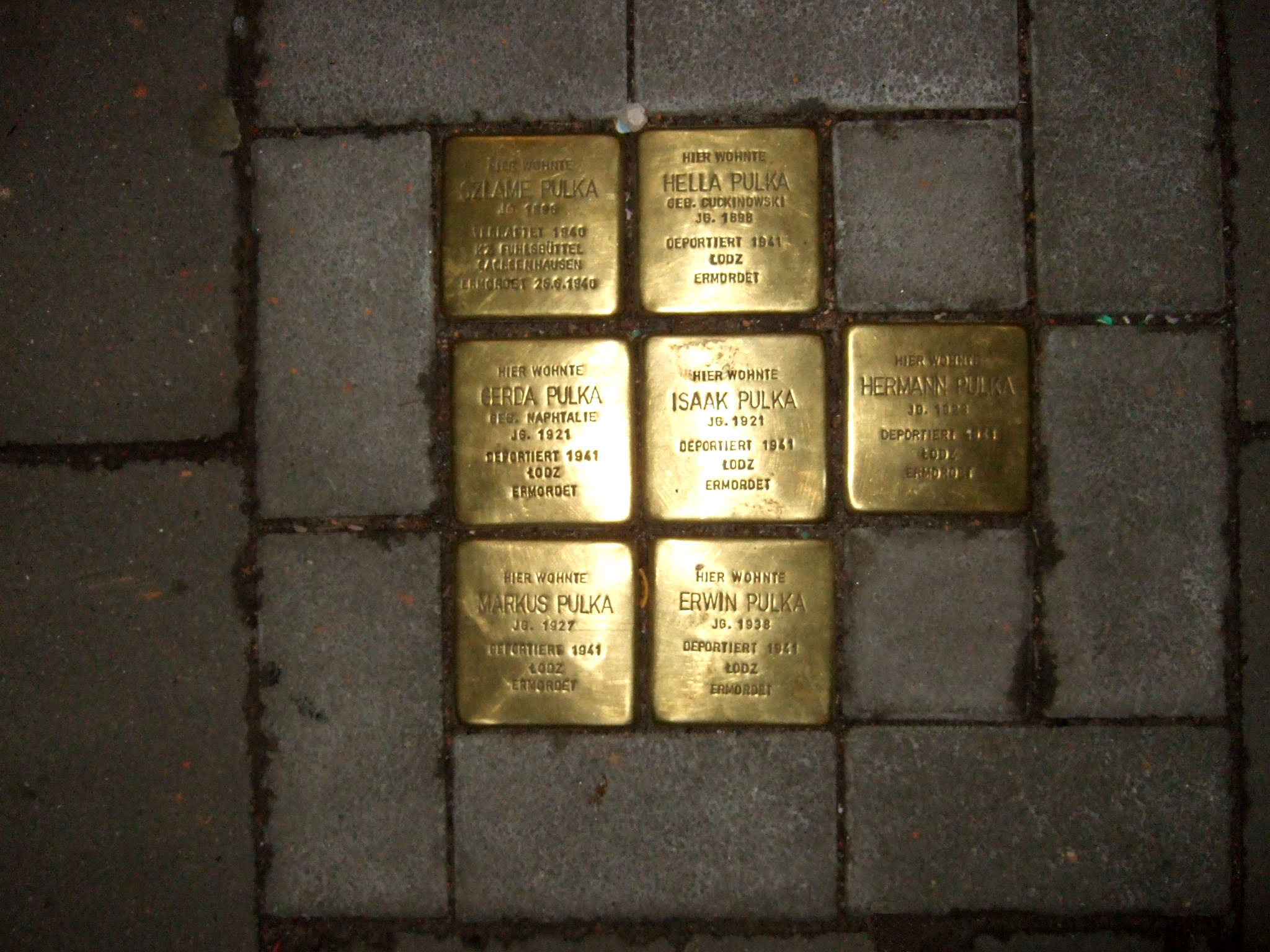
Muro conmemorativo de la familia Pulka, exterminada por los nazis
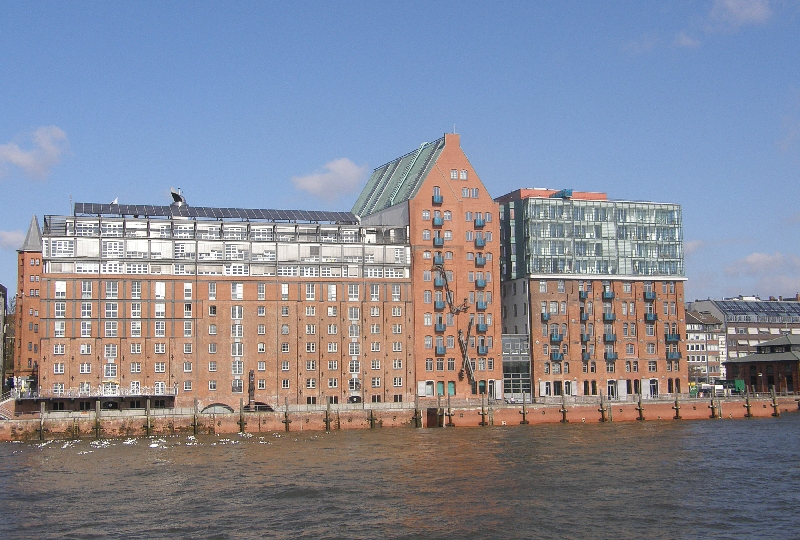
Antiguo almacén en el paseo del Elba (transformado en pisos)
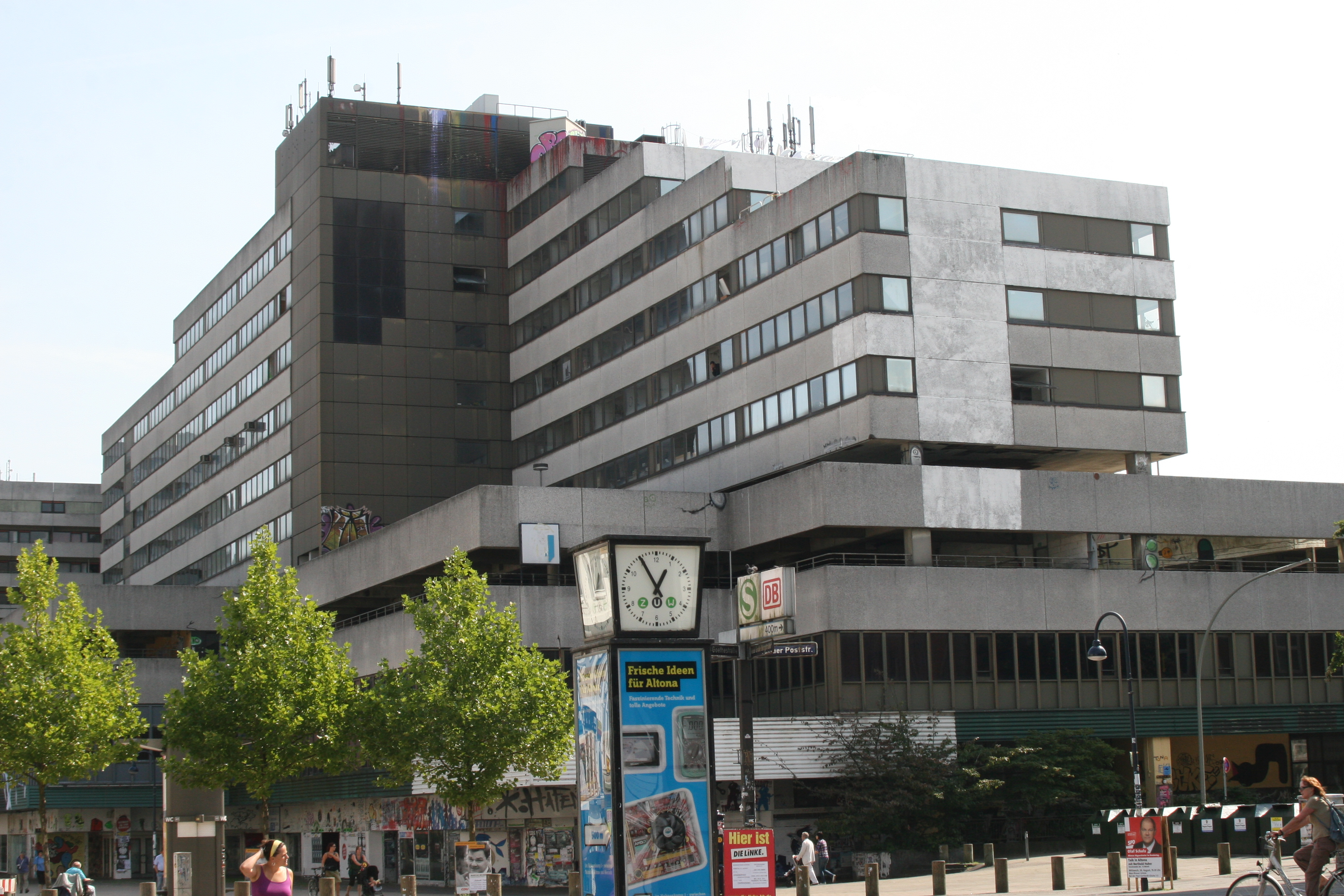
Edificio Frappant, arquitectura brutalista (en vías de demolición)
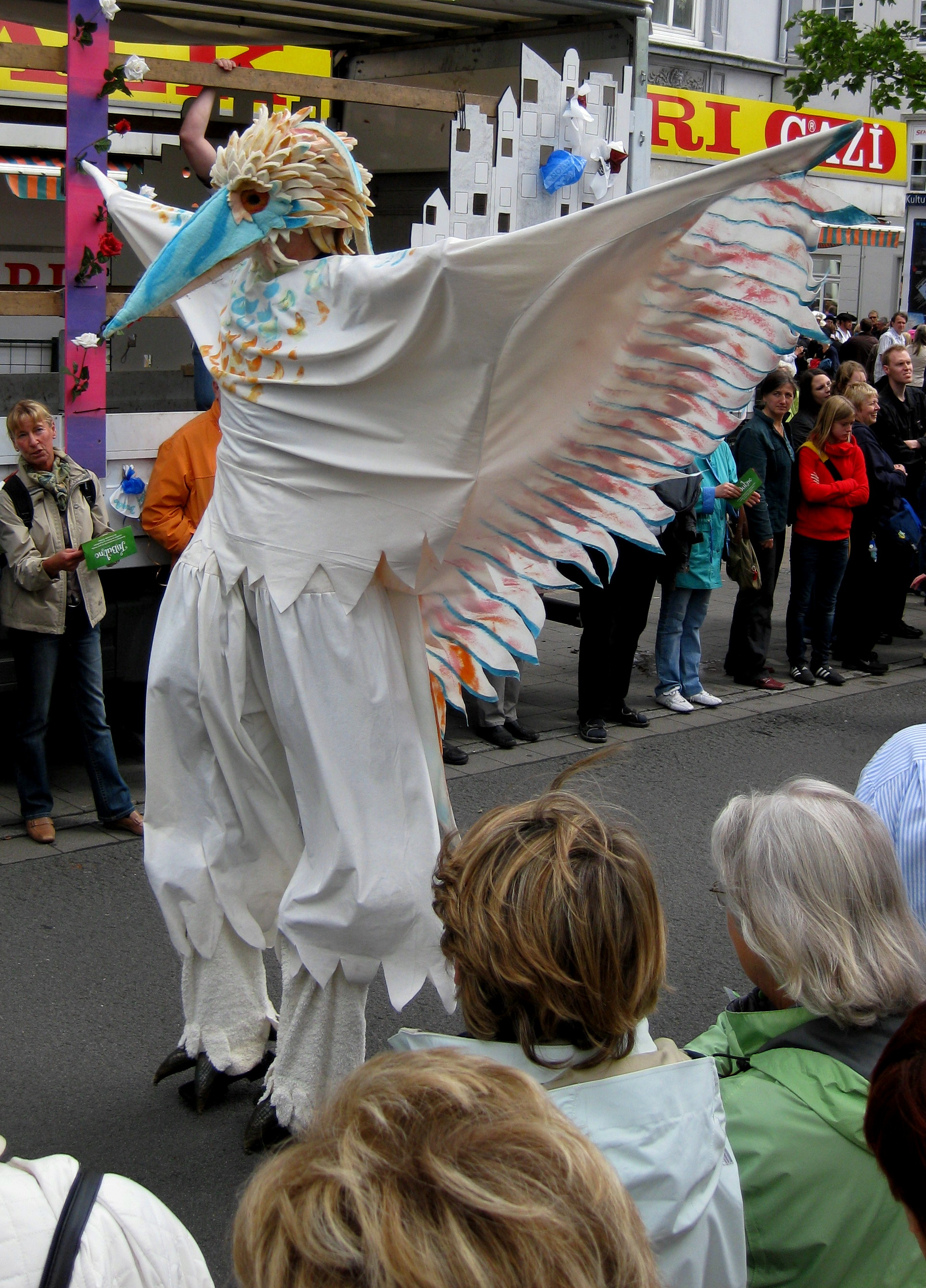
El Altonale (2009)

## Altonenses famosos
- Axel Springer (1912-1985), empresario y editor de diarios
- Jonathan Eybeschutz
- Heinrich Ernst Kayser, violinista
- Christoph E F Weyse (1774-1842), compositor